# Batracomorphus timaea
Batracomorphus timaea är en insektsart som beskrevs av Rauno E. Linnavuori 1969. Batracomorphus timaea ingår i släktet Batracomorphus och familjen dvärgstritar. Inga underarter finns listade i Catalogue of Life.